# Solution (groupe)
Pour les articles homonymes, voir Solution.
Solution est un groupe néerlandais de rock progressif, actif entre 1970 et 1983,,.

## Histoire
Solution est formé en 1970. À l'origine, le groupe joue des reprises de chansons soul, entre autres, et son nom s'écrit Soulution. Lorsque la direction musicale change et que le groupe commence à jouer des chansons symphoniques, le nom est changé en Solution. En 1975, Gus Dudgeon, connu comme producteur des disques à succès d'Elton John, entend un enregistrement de Solution alors qu'il travaille en studio au Canada. Après avoir vu et entendu les musiciens plusieurs fois aux Pays-Bas, il leur demande de signer pour Rocket Record Company, le propre label d'Elton John. Le chanteur-guitariste-flûtiste-saxophoniste Michiel Pos joue sur Cordon Bleu (1975), le premier disque de ce label. Cordon Bleu et l'album suivant, Fully Interlocking (1977), sont les points forts de l'œuvre du groupe.
Avec la sortie de l'album It's Only Just Begun, le groupe s'oriente vers le jazz-rock et des chansons plus courtes. Dans les dernières années d'existence du groupe, Harry Hardholt (ex-Houseband) est guitariste. Le groupe se sépare en 1983, après une longue tournée d'adieu aux Pays-Bas et en Belgique, dont les dernières représentations ont lieu au De Oosterpoort de Groningue et au Paradiso d'Amsterdam. Cette tournée fait l'objet d'enregistrements en direct, qui ont été publiés en 1983 sous la forme d'un double album intitulé Solution Live.
Guus Willemse a un succès solo en 1979 sous le pseudonyme de « Gus Williams » avec Canyon to Canyon, un morceau de style country.
Les 19 et 20 mars 2006, Solution donne deux concerts au Club Panama à Amsterdam, après 23 ans d'absence. Harry Hardholt, Chiel Pos et (en tant qu'invités vocaux) le girl group Mrs. Einstein se joingnent à eux en tant qu'invités, tandis que Solution avec Peter Schneider et Jaap van der Sluijs assurent l'intermezzo. Ces concerts font l'objet d'enregistrements vidéo qui, à partir de 2007, sont proposés à la vente sous forme de DVD sur le site web de Solution. Toujours en 2007 sort également le DVD du concert In Memoriam en l'honneur du batteur Jim Capaldi, décédé en 2005. Lors de ce concert, le guitariste-chanteur Gary Moore interprète la chanson Evil Love, écrite par Guus Willemse, avec des paroles de Jim mais également chantée par lui sur l'album Runaway de Solution. Le titre de ce DVD hommage est Dear Mr Fantasy. Le DVD sort sous le label Eagle Vision. Après le décès de Gary Moore en 2011, cet enregistrement prend une signification particulière.
Les albums Solution et Divergence sont réédités en format CD chez Cherry Red. Le 6 septembre 2012, le claviériste Willem Ennes décède à l'âge de 65 ans, après une courte maladie. En 2016, un double album est publié par Universal dans la série Golden Years of Dutch Pop Music, comprenant tous les singles de Solution.

## Collaborations
Des artistes néerlandais reconnus comme Jan Akkerman et Kazimierz Lux travaillent en direct avec Solution, surtout pendant la période où Ennes et Barlage doivent faire leur service militaire. Des musiciens comme John Schuursma (ex-Brainbox), Nippy Noya (sous le nom de Neppy Noya), Frankie Fish, R  et Jim Capaldi peuvent également être entendus sur les différents disques de Solution. Parmi les groupes et artistes internationaux avec lesquels Solution s'est produit sur scène incluent : Elo, Gentle Giant, The Everly Brothers, Seatrain, Colosseum, Graham Bond, Joe Walsh, Jess Roden Band et Jeff Beck.

## Discographie

### Albums studio
- 1971 : Solution
- 1972 : Divergence
- 1975 : Cordon Bleu
- 1977 : Fully Interlocking
- 1980 : ...It's Only Just Begun...
- 1982 : Runaway
- 1983 : Solution Live
- 2006 : Reunionconcert Solution (DVD)